# 哈默尔堡
哈默尔堡是德国巴伐利亚州的一个市镇。总面积128.88平方公里，总人口11446人，其中男性5748人，女性5698人（2011年12月31日），人口密度89人/平方公里。